# Audrey Landers
Audrey Landers (ur. 15 lipca 1956 w Filadelfii w stanie Pensylwania, USA) – amerykańska aktorka, piosenkarka, kompozytorka oraz autorka tekstów. Znana na całym świecie głównie z roli Afton Cooper w serialu Dallas (1980-1984).
Inną znaczącą rolą w jej filmografii to rola Val Clarke w filmie Chór (1985).

## Kariera muzyczna
Nie tylko w serialu Dallas Audrey Landers zaprezentowała swoje umiejętności wokalne, również w późniejszych latach zajęła się karierą muzyczną.
W 1983 roku ukazał się jeden z jej największych przebojów „Manuel Goodbye”, który świętował sukcesy na europejskich listach przebojów (zwłaszcza w Niemczech Zachodnich oraz we Francji dochodząc tam do 3 miejsca). Również w tym samym roku ukazał się pierwszy album zatytułowany Little River. 
Najbardziej znane i melodyjne piosenki Audrey Landers pochodzą z wydanej rok później płyty Holiday Dreams (w Niemczech ukazała się pod tytułem Wo Der Südwind Weht): „Honeymoon In Trinidad”, „Santa California”, „Midnight Magic”, „Chinetown Is In New York”.
W 1985 roku ukazał się album Paradise Generation na którym ukazały się kolejne melodyjne piosenki, min. „Summernight In Rome” (w wersji niemieckiej „Sommernacht In Rom” śpiewał ją G.G. Anderson), „Jim, Jeff & Johnny” czy tytułowe „Paradise Generation”.
W dyskografii Audrey Landers jest również wiele coverów znanych przebojów, min. „Fernando” (ABBA), „Sun Of Jamaica” (Goombay Dance Band), „San Francisco” (Scott McKenzie), „Silverbird” (Tina Rainford).
W kolejnych latach ukazały się albumy: Country Dreams (w Niemczech pod tytułem Weites Land), Secrets, My Dreams For You (niemiecka edycja Meine Träume Für Dich), Rendez-Vous (również wydane jako Santa Maria Goodbye), Das Audrey Landers Weihnachtsalbum (album świąteczny), Spuren eines Sommers, Dolce Vita, Spuren Deiner Zärtlichkeit.
W latach 90. Audrey Landers współpracowała z niemieckimi artystami, mi. z Bernhardem Brinkiem, z którym w roku 1997 nagrała piosenkę w duecie „Heute Habe Ich An Dich Gedacht”.

## Albumy
- 1983: Little River
- 1984: Holiday Dreams / Wo Der Südwind Weht
- 1985: Paradise Generation
- 1986: Country Dreams / Weites Land
- 1988: Secrets
- 1990: My Dreams For You / Meine Träume Für Dich
- 1991: Rendez-Vous / Santa Maria Goodbye
- 1992: Das Audrey Landers Weihnachtsalbum
- 2005: Spuren eines Sommers
- 2006: Dolce Vita
- 2010: Spuren Deiner Zärtlichkeit

## Single
- 1978: Apple Don't Fall Far From The Tree
- 1979: You Thrill Me
- 1983: Manuel Goodbye
- 1983: Little River
- 1983: Playa Blanca
- 1984: Mi Amor (duet z Camilo Sesto)
- 1984: Honeymoon In Trinidad
- 1985: Paradise Generation
- 1985: Jim, Jeff & Johnny
- 1985: Lucky
- 1985: Reunited (duet z Tomem Jonesem)
- 1985: Summernight In Rome
- 1986: These Silver Wings
- 1986: Yellow Rose Of Texas
- 1986: Tennessee Nights
- 1987: Bella Italia
- 1987: Teach Me How To Rock (duet z Judy Landers)
- 1988: Silverbird
- 1988: Never Wanna Dance (When I'm Blue)
- 1989: Gone With The Wind
- 1989: Sun Of Jamaica
- 1990: Shine A Light
- 1990: Shadows Of Love
- 1991: Santa Maria Goodbye
- 1991: Monte Carlo
- 1997: Heute Habe Ich An Dich Gedacht (z Bernhardem Brinkiem)
- 2004: Weil Wir Alle Die Gleiche Sonne Sehen (z synem Danielem)
- 2005: Sommernacht Am Lago Maggiore
- 2006: In Deinen Augen Lag Dolce Vita
- 2007: Sommertraum
- 2009: Weihnachten (Christmas Time)
- 2009: Sommer, Meer Und Sonnenschein
- 2010: One Star (Ein Stern)
- 2011: Remember Yesterday (An Jenem Tag)

## Życie prywatne
W maju 1988 Audrey Landers wyszła za mąż za Donalda Berkowitza i została mamą bliźniaków Adama i Daniela. Od 2004 roku piosenkarka występuje w duecie w niemieckiej telewizji wraz ze swoim synem Danielem. We wrześniu 2004 roku ukazał się singiel „Weil Wir Alle Die Gleiche Sonne Sehen“ w duecie z Danielem, który nie tylko śpiewa ale również pisze teksty i jest aktorem. 
Siostrą Audrey jest Judy Landers, która również jest aktorką.